# Bernd Hobsch
Bernd Hobsch   (Großkugel, 7 de maig de 1968) és un exfutbolista professional alemany que jugava com a davanter.

## Carrera de club
Hobsch va participar en més de 230 partits de la màxima divisió alemanya i de l'Alemanya Oriental. Va guanyar la Bundesliga de 1992–93 amb el Werder Bremen. El 16 de setembre de 1993, va marcar un hat-trick en el seu debut a la Lliga de Campions de la UEFA en una victòria per 5-2 contra el Dinamo de Minsk a la temporada 1993-94.

## Carrera internacional
Després del seu títol de la Bundesliga amb el Bremen el 1993, Hobsch va estar a l'abast de l'entrenador de la selecció alemanya, Berti Vogts. Va ser internacional amb la selecció l'estiu d'aquell any en un amistós internacional contra Tunísia.

## Vida personal
El seu fill Patrick també és un futbolista professional que actualment juga a la 3. Liga per al VfB Lübeck.

## Palmarès
Werder Bremen
- Bundesliga: 1992–93
- Supercopa DFL: 1993[6]